# Thomas Stonor, 7. Baron Camoys
Ralph Thomas Campion George Sherman Stonor, 7. Baron Camoys (* 16. April 1940; † 4. Januar 2023) war ein britischer Peer, Lord-in-Waiting und Politiker.

## Leben

### Herkunft und familiäres Umfeld
Ralph Stonor stammte in weiblicher Linie von der anglo-normannischen Familie Camoys ab, die mit Thomas de Camoys am 20. August 1383 durch einen Writ of summons in den königlichen Rat berufen wurde und der damit zum erblichen Baron Camoys aufstieg. Diese erbliche Baronie, eine Barony by writ, fiel jedoch schon mit dem Tod seines Sohnes 1426 in Abeyance. Denn er hatte keine Söhne, nur Töchter, die zwar bei durch Writ of summons begründeten Pairien grundsätzlich erbberechtigt waren, aber zur gesamten Hand erbten. Weil ein Titel aber nicht geteilt werden konnte, ruhte (war „abeyant“) ein solcher Titel, entweder bis alle gesamthänderischen Erbteile in einer Hand vereinigt waren oder bis die Krone einem der Erben den Titel auf Antrag zusprach. Dies geschah im Falle der Baronie Camoys erst 1839 zu Gunsten des Petenten Thomas Stonor (1797–1881), der damit 3. Baron Camoys wurde. In seiner Familie befindet sich der Titel noch heute.

### Ausbildung und berufliche Laufbahn
Ralph Stonor war der ältere Sohn des Sherman Stonor, 6. Barons Camoys (1913–1976). Er wurde in Eton erzogen und studierte anschließend am Balliol College der Universität Oxford. Sein Studium schloss er mit dem Master of Arts (MA) ab.
Nach der Berufsausbildung war er zunächst in der Wirtschaft, vornehmlich im Bankwesen, tätig. Er wurde Chairman von Jackson’s Piccadilly von 1968 bis 1985, dann General Manager and Director der Rothschild Ltd. 1969, danach von 1975 bis 1979 Manager und Chairman der Amex Bank Ltd. und schließlich von 1986 bis 1998 Managing Director und Vice-President der Barclays Bank.
Bereits 1976 hatte er beim Tod seines Vaters dessen Titel und den erblichen Sitz im House of Lords geerbt. Er war Crossbencher, gehörte somit keiner Partei an. 1997 wurde er als Lord Chamberlain of the Household höchster Hofbeamter der Königin, die ihn 1998 zum Knight Grand Cross des Royal Victorian Order schlug, dessen Chancellor er von 1998 bis 2000 war. Er wurde 1997 Mitglied des Privy Council und schließlich 2000 Permanent Lord-in-Waiting, ein Amt, das er bis zuletzt ausfüllte. Außerdem war er seit 1993 stellvertretender Lord-Lieutenant der Grafschaft Oxfordshire. Seinen erblichen Oberhaussitz verlor er 1999 nach Inkrafttreten des Gesetzes über die Reform des Oberhauses.

### Ehe und Nachkommen
Er war vom 11. Juni 1966 bis zu seinem Tod am 4. Januar 2023 mit Elisabeth Mary Hyde Parker (* 1939) verheiratet. Sie ist eine Tochter von Sir William Hyde Parker, 11. Baronet. Der Ehe entstammen drei Töchter und ein Sohn:
- Hon. Alina Mary Stonor (* 1967)
- Hon. Emily Mary Julia Stonor (* 1969)
- Hon. Sophie Ulla Stonor (* 1971)
- Ralph William Robert Stonor, 8. Baron Camoys (* 1974)